# Рамалина
Рамали́на (лат. Ramalina) — род лишайников семейства Рамалиновые (Ramalinaceae). Включает около 50 видов. Встречается повсеместно.

## Описание

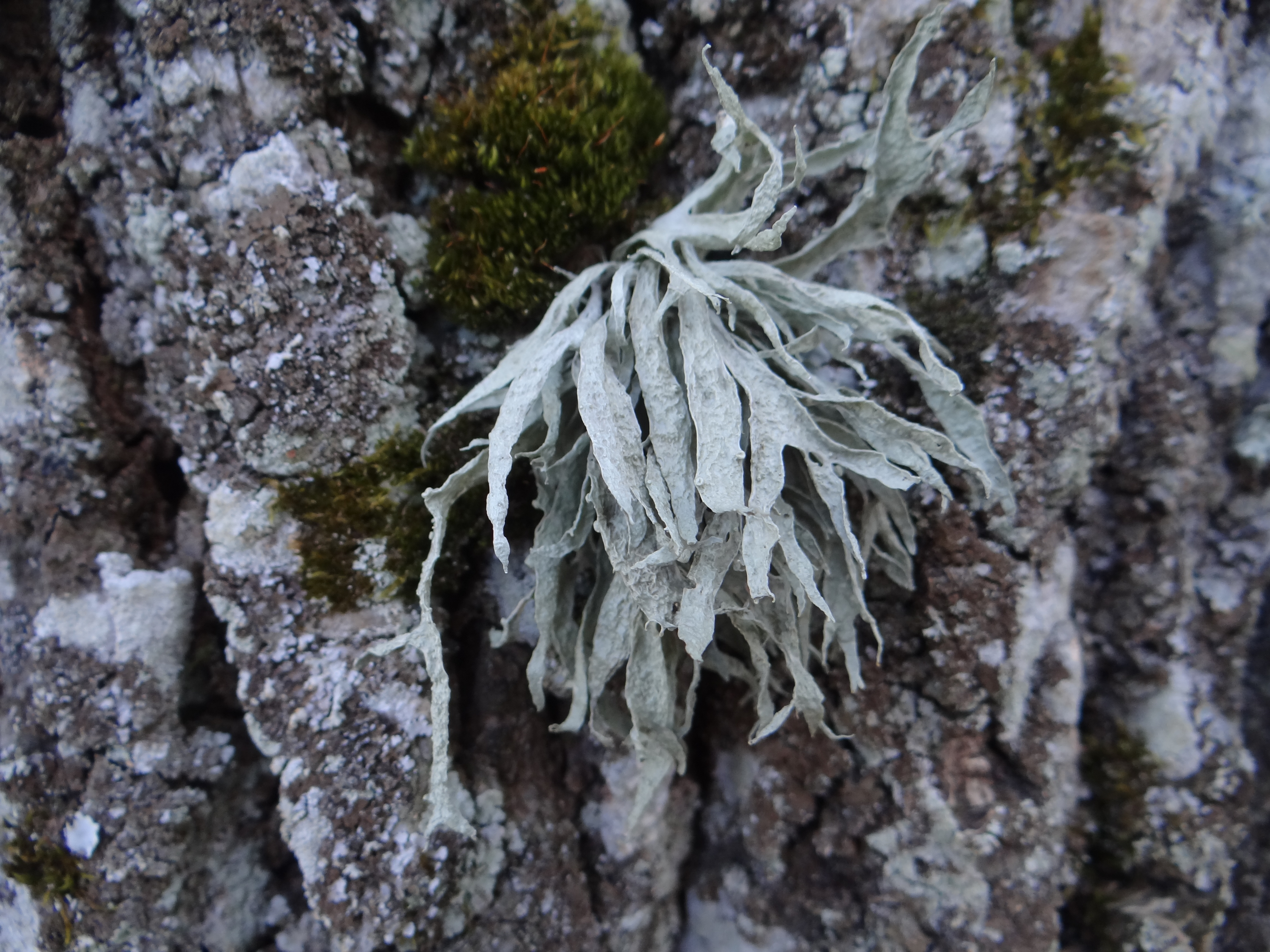
Рамалина ясеневая (Ramalina fraxinea)

Таллом жёсткий, кустистый или монофильный; обычно прямой, но иногда висячий или полувисячий; плоский или цилиндрический. В длину от 10 до 30 см. Лопасти от почти цилиндрических до узколинейных и желобчатых, обычно ветвящиеся. Поверхность гладкая или бороздчатая, матовая или блестящая. Цвет серовато- или желтовато-зелёный; лопасти обычно одинаково окрашены с обеих сторон. Апотеции сидячие или на короткой ножке. Сумки булавовидные или цилиндрические, с восемью бесцветными веретеновидными спорами. Таллом содержит ряд лишайниковых кислот, в том числе усниновую, эверновую, салациновую, рамалиноровую и пр.

## Ареал
Встречается на всех континентах. Широко распространена в южных районах Северного полушария. Один из видов с наиболее широким ареалом — Ramalina pollinaria: она встречается по всей Европе, в Малой и Восточной Азии, в Африке, Южной и Северной Америке, странах бывшего СССР и т. п.
В России около 40 видов, в том числе Рамалина волосовидная (Ramalina thrausta), Рамалина мучнистая (Ramalina farinacea) и Рамалина ясеневая (Ramalina fraxinea).

## Среда обитания
Представители рода встречаются на деревьях (стволах, ветвях, коре), обработанной древесине, горных породах и камнях, реже на почве. Могут расти как на лиственных, так и на хвойных деревьях: дубах, липах, елях, осинах, берёзах, лещине и пр.